# 星宿一
星宿一（Alphard，也稱為Alpha Hydrae，縮寫為α Hydrae或Alpha Hya、α Hya）是長蛇座最亮的一顆恆星。它是一顆孤單的巨星，表面溫度比太陽低，但體積比太陽大，也比太陽明亮。它與地球的距離大約是177光年。

## 名稱
星宿一的拉丁化名稱是Alphard，拜耳命名法的名稱是Alpha Hydrae。
它傳統的名稱Alphard源自阿拉伯的الفرد（al-fard），意思是"孤獨者"，在它的附近沒有其他的亮星。它也被阿拉伯人稱為"蛇的脊樑"。在 Calendarium of Al Achsasi Al Mouakket的恆星目錄中，它的名稱是Soheil al Fard，翻譯成拉丁文的意思就是明亮的孤獨者。在2016年，國際天文學聯合會組織下的IAU恆星名稱工作組（WGSN）對恆星的正確名稱進行編目和標準化。在2016年7月的第一份公報中包括工作組核定的前兩批名稱的清單，就有這顆恆星的名字Alphard。現在這是星宿一在IAU星名目路中的名字。
歐洲的天文學家第谷·布拉赫稱它為Cor Hydræ，拉丁文的意思是'長蛇的心臟'。
在漢語中，長蛇座α屬於一个名为“七星”的星官，简称“星”，其餘的還有長蛇座τ1、長蛇座τ2、長蛇座ι、長蛇座27、長蛇座26、HIP 46744。長蛇座α称为“星宿一”，是這個星官的第一顆星。在中國古代，七星是“朱雀”星群的一部分。

## 性質

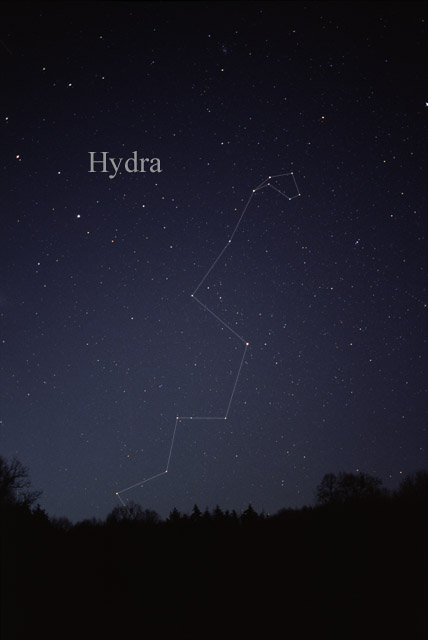
長蛇座的西半部’。星宿一是靠近中心右下方最亮的那一顆星。

星宿一的質量是太陽質量的3倍，估計它的年齡是4億2千萬年，並且已經離開主序帶，演化成巨星 ，光譜類型為K3II或III。使用甚長基線干涉測量得到的角直徑是9.09 ± 0.09毫角秒，只比參宿四和劍魚座R小。它已膨脹至太陽半徑的50倍大。
星宿一的恆星光譜顯示鋇的輕微過剩。鋇元素通常是由恆星核合成的S-過程產生的。通常鋇星屬於聯星系，異常的風度被解釋為從伴生的白矮星大量轉移過來。
精確的徑向速度測量顯示了恆星徑向速度和光譜線輪廓的變化；振盪有從幾個小時到數天不等的多重週期。短期的振盪被認為是類似太陽的一種脈衝振盪。還發現光譜輪廓不對稱的變化與鏡像速度之間的關聯性。多週期的振盪使星宿一（HD 81797）成為星震學研究的物件。

## 現代遺產
星宿一出現在巴西國旗上，象徵南馬托格羅索州 。
日本豐田的Toyota Alphard 是以這顆星命名的多功能休旅車。